# Trận Debaltseve
Trận Debaltseve (Battle of Debaltseve) là cuộc chiến tại thành phố Debaltseve (Đề-ban-xê-vê), Donetsk, giữa lực lượng ly khai thân Nga của Cộng hòa Nhân dân Donetsk (DPR) và Cộng hòa Nhân dân Luhansk (LPR ) và Lực lượng vũ trang Ukraina. Trận chiến bắt đầu diễn ra vào giữa tháng 1 năm 2015 trong chiến cuộc vùng Donbas. Thành phố này nằm trong một khu vực của lãnh thổ do Ukraina trấn giữ giáp ranh với DPR ở một bên và mặt khác là LPR, đồng thời là nút giao thông đường bộ và đường sắt quan trọng. Lực lượng Nga bao gồm chủ yếu là binh lính "nhóm Wagner" đã chiếm lại Debaltseve do Ukraina kiểm soát kể từ cuộc phản công của lực lượng Chính phủ Ukraina vào tháng 7 năm 2014.
Các lực lượng ly khai và Nga bắt đầu nỗ lực phối hợp hiệp đồng tác chiến để bao vây hợp công nhằm buộc quân đội Ukraina rời khỏi thành phố vào ngày 16–17 tháng 1 năm 2015 và động thái này đã châm ngòi làm bùng nổ trận chiến. Giao tranh ác liệt diễn ra cho đến ngày 18 tháng 2 năm 2015 với kết cục lực lượng Ukraina đành rút lui từ Debaltseve về trấn thủ tại Artemivsk (Bakhmut ngày nay). Đây là trận đánh lớn cuối cùng trong giai đoạn 2014–2015 của cuộc chiến ở Donbas, khi lệnh ngừng bắn theo thỏa thuận Minsk II có hiệu lực vào ngày 15 tháng 2 năm 2015, mặc dù giao tranh vẫn tiếp tục diễn ra ở Debaltseve trong vài ngày và nhiều ngày sau đó. Bất chấp việc ký kết thỏa thuận ngừng bắn mới vào ngày 12 tháng 2 năm 2015, giao tranh vẫn gia tăng xung quanh Debaltseve. Các lực lượng Nga đã cố gắng tấn công vào Debaltseve trong nỗ lực đẩy lùi quân đội chính phủ trước khi bắt đầu lệnh ngừng bắn, lệnh ngừng bắn có hiệu lực vào ngày 15 tháng 2 năm 2015.
Lực lượng Ukraina bắt đầu rút khỏi Debaltseve vào sáng sớm ngày 18 tháng 2 năm 2015. Trước khi rút quân, khoảng 6.000 binh sĩ đã ẩn náu trong thành phố. Việc chuẩn bị cho cuộc rút lui đã được tiến hành bí mật từ nhiều ngày trước đó. Theo tờ New York Times thì bộ chỉ huy chiến dịch quân sự của Ukraina đã dày công cố gắng tìm đường trốn thoát vì đường cao tốc Bakhmut đã trở nên tắc nghẽn. Tình hình ở Debaltseve đã trở nên không thể giải quyết được đối với quân Ukraina trú đóng ở đó. Một người lính nói rằng nếu lực lượng Ukraine ở lại thành phố thì "chắc chắn sẽ bị bắt hoặc là chết". Sau khi chọn một tuyến đường về phía bắc đến làng Luhanske do Ukraina kiểm soát, kế hoạch rút quân đã được thực hiện. Xe chở quân xếp hàng dài ở rìa Debaltseve. Những người lính được yêu cầu chuẩn bị rời đi trong mười phút nữa mà không cần thông báo trước, sau đó chất lên những chiếc xe tải đã chuẩn bị sẵn. Họ vứt bỏ vũ khí hạng nặng và phá hủy đạn dược để tránh rơi vào tay quân ly khai. Sau khi chất hàng xong, đoàn quân khoảng 2.000 người, bao gồm cả xe tăng và các phương tiện bọc thép khác, bắt đầu rút ra khỏi thành phố.